# Пещерски манастир
Пещерският манастир „Свети Николай Мирликийски]“, известен още като Оряховски или Мрачки, е недействащ манастир на Българската православна църква в Западна България.

## Местоположение
Манастирът е в Западна България, разположен в местността Ореховец в областта Мраката на четири километра източно от село Пещера, Земенско.

## История
Първите сведения за манастира са от известната Мрачка грамота на българския цар Иван Александър от 1 декември 1348 година, с която той дарява манастира. Някои учени смятат, че източната част на днешната църквата е стара триконхална църква от времето на Йоан Александър, а други, че архитектурните особености не позволяват датировка в 14 век и че триконхалната църква е от атонската архитекурна традиция и е сходна с гръцки църкви от 16-17 век, както и с църквата на съседния Погановски манастир, датирана в 1500 година. Около манастира не са провеждани археологически разкопки.
Манастирът запустява по време на османското владичество и е обновен през 1842 година, като църквата е изписана от видния представител на Банската художествена школа Димитър Молеров, а сред ктиторите са монахът Симеон и синът му. През Руско-турската война (1877 – 1878) при отстъплението си османските войски опожаряват манастира, обесват Симеон, а синът му успява да избяга в Рилския манастир.
След Освобождението през 1897 година към старата триконхална църква е достроен издължен наос, а тя е превърната в олтар. Новият вход на църквата от запад е оформен като портик с три арки и фронтон във формата на дъга с кръгло прозорче в средата.
При строежа на новия наос е открита статуя на римския бог Митра, което най-вероятно означава, че в Мраката е имало предхристиянско езическо светилище.
В манастира до началото на 90-те години на 20 век е имало каменна икона на Свети Николай от 1853 година от майстор Стоимен от село Лобош. Иконата е преместенав Регионалния исторически музей в Перник.

## Галерия
- Снимки от Пещерски манастир
- Църквата отвътре.
- Куполът на църквата.
- Дворът на манастира.
- Жилищните сгради на манастира.
- Елемент от украсата на фриза.